# غانثر إو. هوفمان
غانثر إو. هوفمان (بالألمانية: Gunther Olaf Hofmann)‏ (و. 1957  م) هو مهندس، وأستاذ جامعي، وجراح، وأحيائي فيزيائي، وبروفيسور ألماني، ولد في لاندسهوت.

## التعليم
تعلم في جامعة لودفيغ ماكسيميليان في ميونخ، وتعلم في جامعة ميونخ التقنية
.